# Trochomeria teixeirae
Trochomeria teixeirae là một loài thực vật có hoa trong họ Cucurbitaceae. Loài này được R.Fern. & A.Fern. miêu tả khoa học đầu tiên năm 1969.